# Helmer Rosting

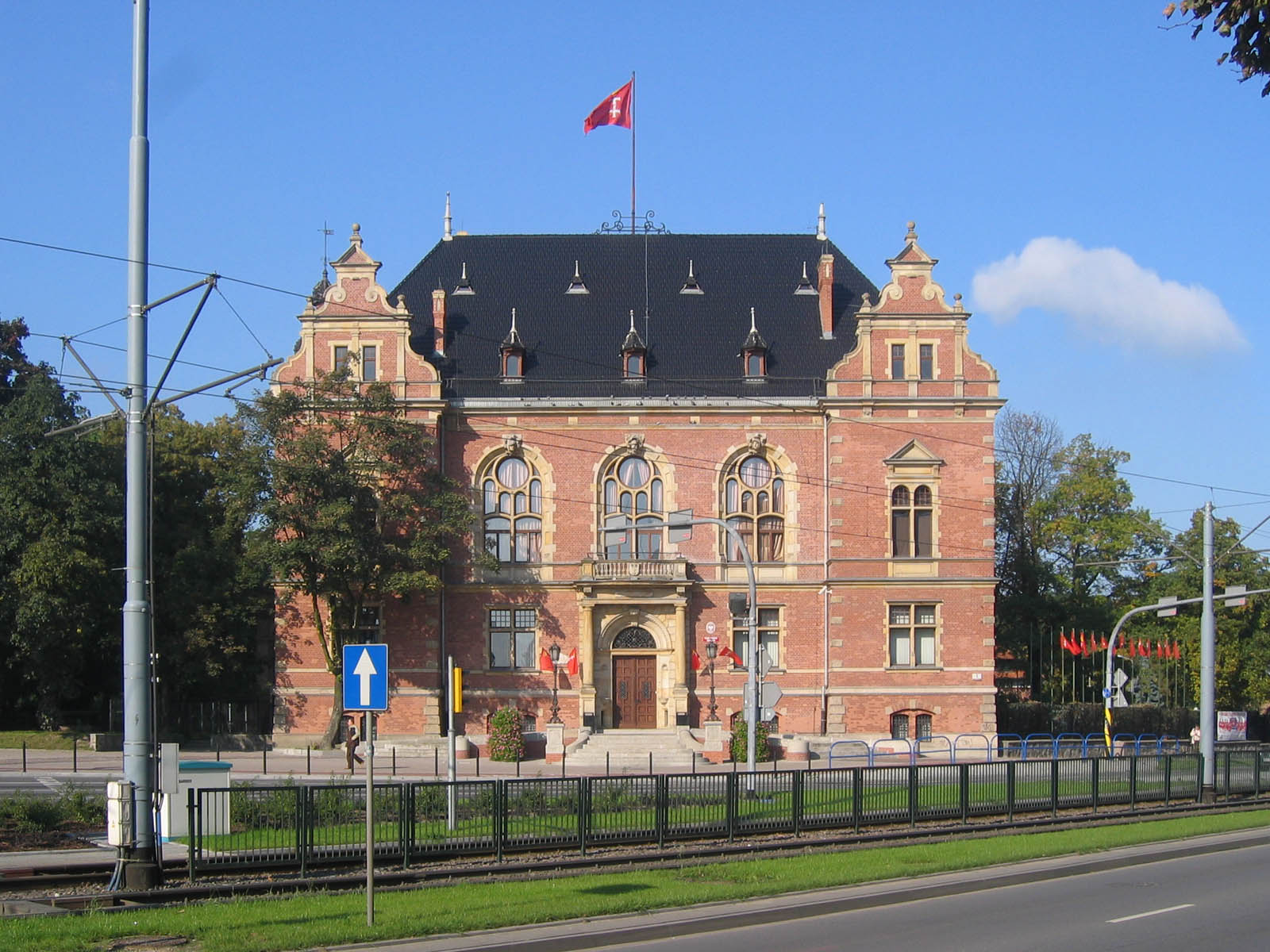
Siedziba Wysokiego Komisarza Ligi Narodów w Gdańsku – widok współczesny

Helmer Rostgaard Gommesen Rosting (ur. 8 lipca 1893 w Thisted, zm. 28 czerwca 1945 w Kopenhadze) – dyplomata duński, odznaczony Orderem Dannebroga (1927) i wysoki komisarz Ligi Narodów w Wolnym Mieście Gdańsku.

## Początki kariery dyplomatycznej
Jego rodzicami byli: P. Gommesen Rosting (1863–1925) i Jacobine Rostgaard (1864–1937). Ukończył gimnazjum w Randers (1910), a następnie studia teologiczne (1917). Karierę dyplomatyczną rozpoczął w 1918 jako neutralny wizytator obozów jenieckich we Francji z ramienia Czerwonego Krzyża. Pełnił tę funkcję do 1920. W latach 1920–1932 przebywał w Genewie. Był pierwszym Duńczykiem  zatrudnionym w Sekretariacie Generalnym Ligi Narodów, gdzie pracował jako członek referatu ds. ochrony mniejszości narodowych, a od 1924 w Biurze Administracji Międzynarodowej, którym kierował od 1930. Zajmował się tam głównie sprawami Gdańska, Saary i Bliskiego Wschodu. W kwietniu 1927 poślubił w Sztokholmie hrabiankę Agnethe Elisabeth Hamilton (1903–1967), córkę majora armii szwedzkiej hr. Wathiera Augusta Hugo Hamiltona (1868–1957) i jego żony Fernandy Elisabeth Busck (1882–1969).

## Komisarz Ligi Narodów
W październiku 1932, po niespodziewanej śmierci wysokiego komisarza Manfrediego Graviny, został mianowany tymczasowym Wysokim Komisarzem Ligi Narodów w Wolnym Mieście Gdańsku i sprawował tę funkcję, po przedłużeniu, do stycznia 1934, kiedy to powrócił do pracy w Lidze Narodów w Genewie, gdzie objął stanowisko dyrektora referatu ds. mniejszości narodowych. Natychmiast po objęciu swego stanowiska udał się do Warszawy, gdzie 26 października złożył wizytę Marszałkowi Piłsudskiemu i wiceministrowi Beckowi. Pożegnalną wizytę w Warszawie Rosting złożył min. Beckowi i premierowi Jędrzejowiczowi 8 stycznia 1934. Podczas pobytu w Wolnym Mieście Gdańsku angażował się w polsko-gdańskie spory dotyczące m.in. polskiej składnicy wojskowej na Westerplatte, polskich praw do użytkowania portu w Gdańsku jak i praw polskiej mniejszości na terytorium wolnego miasta, usiłując rozwiązywać je w sposób polubowny. Polska prasa oceniała jego działania w tym okresie raczej pozytywnie, podkreślając, iż dzięki umowie polsko-gdańskiej, nad zawarciem której pracował Rosting, Polska i Gdańsk osiągnęły porozumienie w kwestii położenia Polaków w Gdańsku, sytuacji portu gdańskiego i uregulowania stosunków gospodarczych między II RP a W. M. Gdańskiem. Jednakże wkrótce Rosting znalazł się pod przemożnym wpływem niemieckiego narodowego socjalizmu, co spowodowało, iż w konfliktach polsko-gdańskich nie zachowywał wymaganej neutralności, lecz sympatyzował z Niemcami. Sympatie pronazistowskie doprowadziły do odrzucenia przez Rostinga ideałów demokratycznych, krytycznego nastawienia do Ligi Narodów i zwrócenia się ku ideom narodowego socjalizmu. Z biegiem czasu oraz rosnącej niechęci do Ligi Narodów, rozpoczął agitację za wystąpieniem Danii z tej organizacji. Z tego też powodu zrezygnował ze służby w Lidze Narodów (1936) i powrócił do Danii, gdzie znalazł zatrudnienie na skromnym stanowisku urzędnika w duńskim Ministerstwie Spraw Zagranicznych. Niezadowolony ze swej nowej posady, która nie zaspokajała jego ambicji, wymówił pracę w ministerstwie (1937) i zaczął pracować dla Czerwonego Krzyża, m.in. w Hiszpanii, podczas toczącej się tam wojny domowej.

## Okres II wojny światowej
Po wybuchu II wojny światowej (1939) został mianowany dyrektorem referatu ds. zagranicznych i pomocy jeńcom wojennym Duńskiego Czerwonego Krzyża. Był odpowiedzialny za przygotowanie pomocy humanitarnej dla Finlandii, Norwegii oraz jeńców wojennych. W późniejszym okresie, aczkolwiek bez entuzjazmu, zajmował się sprawami pomocy dla obywateli duńskich więzionych w niemieckich więzieniach i obozach koncentracyjnych. W lipcu 1940, już po okupacji Danii przez Niemców, nowo mianowany duński minister spraw zagranicznych Erik Scavenius rozważał powierzenie Rostingowi jakiegoś ważnego stanowiska w duńskim MSZ, by w ten sposób wykorzystać jego niemieckie powiązania ku pożytkowi okupowanej przez Niemców Danii, lecz dość szybko porzucił te zamysły, kiedy Rosting coraz demonstracyjniej manifestował publicznie swoje pronazistowskie sympatie, domagając się m.in. powołania w Danii rządu narodowo-socjalistycznego na wzór niemiecki. Naziści wysuwali jego kandydaturę na stanowisko ministra spraw zagranicznych (1940), a następnie na stanowisko ministra ds. wyznań (1942), jednak bez powodzenia. 

## Kolaboracja z Niemcami
We wrześniu 1943, już po zerwaniu współpracy rządu duńskiego z III Rzeszą, Rosting wystąpił do niemieckiego pełnomocnika Rzeszy w Danii, Wernera Besta z propozycją, by w zamian za zwolnienie internowanych duńskich wojskowych (których Niemcy trzymali jako zakładników po zerwaniu przez Danię współpracy z III Rzeszą) Niemcy internowali wszystkich duńskich żydów i ich zatrzymali jako zakładników na wypadek kolejnych aktów sabotażu przeprowadzanych przez duńskie podziemie. Po wyzwoleniu Danii przez wojska alianckie, Rosting został natychmiast aresztowany (6 maja 1945), a po przesłuchaniu zwolniony, lecz już następnego dnia został ponownie aresztowany i znów zwolniony. Wydarzenia te doprowadziły do załamania nerwowego u Rostinga, którego umieszczono w szpitalu. Prawdopodobnie pod wpływem obaw o to, że za swoją kolaborację z nazistami zostanie ponownie aresztowany i skazany na karę śmierci, opuścił szpital i popełnił samobójstwo. Został pochowany w Kopenhadze na cmentarzu Vestre Kirkegård.

## Publikacje
Helmer Rosting był autorem lub współautorem następujących publikacji:
- Mindretalsbeskyttelse under Folkeforbundet [Ochrona mniejszości narodowych przez Ligę Narodów], Kopenhaga 1922
- Mindretalsproblemer i Europa [Problemy mniejszości narodowych w Europie], Kopenhaga 1937
- Dansk Røde Kors' Krigshjælp [Pomoc wojenna Duńskiego Czerwonego Krzyża], Kopenhaga 1941
- Røde Kors i krig og fred [Czerwony Krzyż na wojnie i podczas pokoju] (wespół z Erikiem Wedellem Andersenem), Kopenhaga 1942